# Inalfa
Inalfa Roof Systems is een Nederlands bedrijf dat schuifdaksystemen ontwerpt en produceert voor de automobielindustrie en zijn hoofdkantoor in Venray heeft, aan De Amfoor 2. Hier is men begin 2016 naartoe verhuisd. De investering in dit nieuwe pand is een hernieuwde bevestiging van het wereldwijde hoofdkantoor van deze multi-national.  Het is de op een na grootste leverancier van schuifdaken voor de automobielindustrie en beheerst ongeveer 25% van de wereldmarkt van dit product.

## Geschiedenis
Het bedrijf werd opgericht in 1946 door J.A.M. Burgman als Inalfa. Het was gevestigd te Utrecht en vervaardigde oorspronkelijk breinaalden, traproeden en gordijnroeden uit aluminium. De Tweede Wereldoorlog was pas afgelopen, en koper -het materiaal waaruit gordijnroeden gewoonlijk werden vervaardigd- was nog schaars en duur. Aluminium was een goedkopere vervanger. De naam Inalfa is een afkorting voor Industrie van Aluminium Fabricaten. In de jaren 50 van de 20e eeuw werden ook oliekachels geproduceerd. In 1955 verhuisde men naar Venray, aangezien de vestiging in de toenmalige economisch achtergebleven regio's van Nederland met subsidies werd gestimuleerd.
Geleidelijk aan groeide de ervaring in de verschillende aspecten van de aluminiumbewerking. De vraag naar de Inalfa-oliekachels verminderde echter door de opkomst van het aardgas en de centrale verwarming. Inalfa werd toeleverancier van aluminium werkstukken aan diverse bedrijven, waaronder de automobielindustrie, en vanaf 1974 ging men zich toeleggen op de productie van schuifdaken voor personenauto's. Aanvankelijk werkte men voor Jaguar en Rover. Later werden ook schuifdaken vervaardigd voor Saab, Fiat, Chrysler, GM en Volvo. Later volgden nog vele andere afnemers.
Inalfa Roof Systems is een van de grootste leveranciers van daksystemen voor de automobielindustrie. Inalfa ontwerpt, ontwikkelt en vervaardigt innovatieve zonnedaken en open daksystemen voor de auto-industrie, zoals BMW, Daimler, Chrysler, Ford, General Motors, Volkswagen, Audi, Volvo, Chery, Geely, Honda, Hyundai / Kia,Land Rover, Rolls Royce, Renault, Nissan en vele anderen. Daarnaast levert Inalfa ook daksystemen voor vrachtwagen fabrikanten zoals Mercedes-Benz, Scania, MAN/ Steyr, Volvo Global Trucks, Iveco, DAF Paccar Groep, VW en Ford. Daarnaast is Inalfa marktleider in Europa op het gebied van daksystemen voor de vrachtwagenindustrie.
De Inalfa Roof Systems Group heeft haar hoofdkantoor in Venray, Nederland, met faciliteiten in de VS, Zuid-Korea, China, Brazilië, Slowakije, Polen, Mexico en Japan. De vestiging in Venray huisvest ook het “Global Competence Centre” waar de concepten voor wereldwijde toepassing worden gedefinieerd en alle nieuwe daksystemen voor de Europese klanten ontwikkeld en getest worden. Deze nieuwe producten worden als pilot in Venray in productie gebracht, zodat een geoptimaliseerde productielijn naar een van de Oost-Europese fabrieken, of zelfs naar Azië, verplaatst kan worden.

## Heden
In 2011 werd Inalfa overgenomen door het Chinese bedrijf Beijing Hainachuan Automotive Parts (BHAP).
In totaal werkten in 2018 meer dan 6.000 mensen voor Inalfa, waarvan bijna 1.000 in Venray. De Venrayse vestiging gaat zich steeds meer op onderzoek en ontwikkeling richten.
In 2014 zijn fabrieken geopend in Polen, Georgia (USA) en China.